# Mathieu Koss
Mathieu Koss, pseudonimo di Mathieu Bordaraud (Nancy, 27 maggio 1990), è un disc jockey e produttore discografico francese.
È diventato famoso grazie al brano Big Jet Plane, prodotto con il brasiliano Alok, ed a Never Growing Up con il cantante Aloe Blacc.

## Carriera
Mathieu Koss firma per la Spinnin' Records nel 2016, rilasciando immediatamente il singolo Need Your Lovin ed il remix del brano Someone Who Needs Me di Bob Sinclar. Il francese diventa famoso grazie a Big Jet Plane: il brano, prodotto con Alok, ha raggiunto la vetta della classifica musicale brasiliana ed è entrato nella top 10 di alcuni paesi europei; inoltre, il videoclip ufficiale (che conta circa 200 milioni di visualizzazioni su YouTube) viene nominato agli MTV MIAW (MTV Millennial Awards). Nel 2018 rilascia Best Is Yet to Come con Joan Alasta mentre, nel 2019, collabora con il cantante Aloe Blacc per Never Growing Up.

## Discografia

### Singoli
- 2015: Khaosan
- 2015: Unity
- 2015: Lombok
- 2015: Passenger
- 2015: Crossover
- 2016: Stars (feat. Mingue)
- 2016: Need Your Lovin
- 2016: Campfire
- 2017: Big Jet Plane (con Alok)
- 2018: Best Is Yet to Come (feat. Joan Alasta)
- 2019: Never Growing Up (feat. Aloe Blacc)
- 2019: Believe In Love (feat. LePrince)
- 2020: Home (con Ziggy Marley)
- 2020: Don't Leave Me Now (con Lost Frequencies)
- 2021: The Beach
- 2021: Wicked Game, Pt.II
- 2022: Over Again
- 2022: Make it Up As We Go
- 2022: Place To Go
- 2022: Better Now
- 2022: Vertigo

### Remix
- 2016: Bob Sinclar – Someone Who Needs Me
- 2016: Niels Geusebroek – Wildfire
- 2016: Cazzette – Static
- 2016: Destiny's Child – Say My Name
- 2017: Kygo feat. Ellie Goulding – First Time
- 2018: Klingande feat. Krishane – Rebell Yell
- 2018: Celestal con Rachel Pearl, Grynn – Old School Romance
- 2021: Noa Kirel - Please Don't Suck
- 2022: Graham Candy - Find My Way (Mathieu Koss Edit)